# Luigi Ambrosoli
Luigi Antonio Ambrosoli (Varese, 15 luglio 1919 – Varese, 20 maggio 2002) è stato uno storico italiano.

## Biografia
È stato uno dei maggiori esponenti della storiografia italiana del secondo Novecento. Allievo di Federico Chabod negli anni della Seconda guerra mondiale, si dedicò per tutta la vita alla ricerca storica, coniugandola con un costante impegno civile per la sua Varese.
Diplomatosi al Liceo classico Ernesto Cairoli della sua città natale, si laureò in Filosofia all'Università degli Studi di Milano; fu dapprima docente di scuola secondaria, poi preside di scuola secondaria; successivamente divenne professore ordinario di Storia contemporanea presso l'Università degli Studi di Ferrara, quindi presso l'Università degli Studi di Padova e infine preside della Facoltà di Magistero presso l'Università degli Studi di Verona, dove fu anche direttore dell'istituto di storia.
I suoi studi si orientarono particolarmente alla storia del Risorgimento e, nell'ambito di questa, all'opera di Carlo Cattaneo, con esiti unanimemente apprezzati sia per il rigore filologico che per l'acume interpretativo e la ricerca storiografica. Parallelamente contribuì alla ricostruzione della storia dei movimenti e dei partiti politici, con saggi dedicati al movimento cattolico e al movimento operaio e socialista.
Grande fu il suo contributo allo studio del sistema educativo e delle istituzioni scolastiche nell'Italia del XIX e XX secolo, con apporti interpretativi divenuti stabile riferimento per gli studiosi del settore.
Collaborò a "Il Ponte" di Piero Calamandrei, "Belfagor" di Luigi Russo, "Nuova Antologia", "Mondo Operaio", "L'Avanti!", "Critica storica", "Storia in Lombardia". Fu anche fervido sostenitore della nascita dell'Università degli Studi dell'Insubria e dal 1992 al 1996 presiedette il comitato promotore del Premio Chiara, concorso letterario istituito a Varese alla memoria dello scrittore Piero Chiara.

## Opere
- Varese e il Risorgimento Nazionale, pubblicazione a cura del Comune di Varese, 1959
- Il primo movimento democratico-cristiano in Italia 1897-1904, Roma, Edizioni 5 Lune, 1959
- La formazione di Carlo Cattaneo, Milano-Napoli, Ricciardi, 1960
- Né aderire né sabotare 1915-1918, Milano, Edizioni Avanti!, 1961
- La Federazione nazionale scuole medie dalle origini al 1925, Firenze, La Nuova Italia, 1967 (premio Friuli-Venezia Giulia 1969 per un'opera di storia sociale)
- I periodici operai e socialisti di Varese dal 1860 al 1926. Bibliografia e storia, Milano, Sugarco, 1975
- Libertà e religione nella riforma Gentile, Firenze, Vallecchi, 1980
- La scuola in Italia, dal dopoguerra ad oggi, Bologna, Il Mulino, 1982
- La scuola alla Costituente, Brescia, Calzari Trebeschi-Paideia, 1987
- Educazione e società tra rivoluzione e restaurazione, Verona, Libreria universitaria editrice, 1987
- Giuseppe Mazzini, una vita per l'unità d'Italia, Manduria, Piero Lacaita Editore, 1993
- Carlo Cattaneo e il federalismo, Roma, Istituto Poligrafico dello Stato, 1999
- Varese. Storia millenaria, Varese, Editore Macchione, 2002

Ha curato per l'editore Mondadori i tre volumi degli scritti dal 1848 al 1853 di Carlo Cattaneo (1967 e 1974) e per l'editore Bollati-Boringhieri i due volumi degli scritti del «Politecnico» dal 1839 al 1844 (1989).